# Presidenti delle Filippine
La Repubblica delle Filippine è una repubblica di tipo presidenziale, con il presidente che ricopre contemporaneamente le cariche di Capo dello Stato e Capo del Governo.
Secondo la Costituzione vigente del 1987 il presidente delle Filippine (in filippino: Pangulo ng Pilipinas) è Capo dell'intero ramo esecutivo del governo repubblicano e ricopre anche la carica di capo delle forze armate; è eletto a suffragio universale per un mandato unico di sei anni e deve essere un cittadino filippino dalla nascita, residente nel Paese da almeno 10 anni e avere compiuto i 40 anni di età.
La sua elezione o rielezione non sono consentite se il candidato "ha già ricoperto il ruolo per più di quattro anni". In caso di dimissioni, morte o impedimento del presidente, il suo vice è costituzionalmente legittimato a succedergli.
Al 2022 si sono succeduti diciassette presidenti. Dopo la ratifica della Costituzione di Malolos nel 1899, il generalissimo Emilio Aguinaldo divenne il leader della neonata Repubblica di Malolos, considerata la Prima Repubblica filippina. Ricoprì tale incarico sino al 1901, quando fu catturato dalle forze statunitensi durante la guerra filippino-americana. La colonizzazione delle Filippine abolì la Prima Repubblica.
Nel 1935 gli Stati Uniti, in conformità alla loro promessa di piena sovranità delle Filippine, stabilirono il Commonwealth a seguito della ratifica della Costituzione, che ristabilì inoltre la carica di presidente. La prima elezione presidenziale nella storia del paese vide trionfare Manuel L. Quezon (1935-44), eletto per un mandato unico di sei anni e senza alcuna disposizione per la rielezione. Nel 1940, tuttavia, la Costituzione fu emendata per consentire la rielezione del presidente, ma il suo mandato fu ridotto da sei a quattro anni. Tre anni dopo l'atmosfera politica fu turbata con lo stabilimento della Seconda Repubblica, per via dell'entrata in vigore della Costituzione del 1943, imposta dall'impero giapponese con la sua occupazione dell'arcipelago nel corso della seconda guerra mondiale. José P. Laurel funse da presidente fantoccio per il nuovo governo; la sua de facto presidenza, non riconosciuta legalmente sino agli anni sessanta, si sovrappose a quella del governo del Commonwealth, andato in esilio. La Seconda Repubblica fu sciolta dopo la resa giapponese nel 1945; il Commonwealth fu ristabilito nel medesimo anno e Sergio Osmeña (1944-46) ricoprì la carica di presidente.
Manuel Roxas (1946-48) succedette ad Osmeña con la sua vittoria nelle presidenziali del 1946. Divenne il primo presidente della Repubblica filippina indipendente quando il Commonwealth venne sciolto nel luglio dello stesso anno. Nacque così la Terza Repubblica, che avrebbe ricoperto le amministrazioni dei successivi cinque presidenti, l'ultimo dei quali fu Ferdinand Marcos (1965-86). Quest'ultimo impose la legge marziale nel settembre 1972. Durante tale periodo nacquero il Bagong Lipunan (in italiano "Nuova Società") e la Quarta Repubblica. La presidenza di Marcos terminò bruscamente nel febbraio 1986, a seguito della rivoluzione del Rosario. La costituzione attuale, entrata in vigore nel 1987, segnò l'inizio della Quinta Repubblica.
Fra gli eletti per la massima carica politica, tre morirono durante il loro mandato: due per cause naturali (Manuel L. Quezon e Manuel Roxas) ed uno a causa di un disastro aereo (Ramon Magsaysay). Il presidente rimasto in carica più a lungo è Ferdinand Marcos con i suoi 20 anni e 57 giorni; è inoltre l'unico ad aver ricoperto tre mandati. Il mandato più breve fu quello di Sergio Osmeña con 1 anno e 300 giorni; fu il primo vicepresidente filippino, nonché il primo a sostituire il presidente (alla morte di Quezon). Il primo presidente donna filippino -e del continente asiatico - fu Corazon Aquino (1986-92). Il presidente attualmente in carica è Ferdinand Marcos Jr..

## Presidenti
I presidenti delle Filippine dal 1899 ad oggi sono i seguenti.

### 1899 - 1901: Prima Repubblica (Repubblica di Malolos)
La prima Repubblica filippina fu inaugurata il 23 gennaio 1899 a Malolos e conclusa il 23 marzo 1901 quando il presidente Emilio F. Aguinaldo fu catturato dagli statunitensi a Palanan.
| N° | Ritratto         | Nome (Nascita-Morte) | Nome (Nascita-Morte)         | Insediamento    | Fine mandato  | Partito      | Mandato | Vicepresidente | Note |
| -- | ---------------- | -------------------- | ---------------------------- | --------------- | ------------- | ------------ | ------- | -------------- | ---- |
| 1  | Emilio Aguinaldo |                      | Emilio Aguinaldo (1869-1964) | 23 gennaio 1899 | 23 marzo 1901 | Indipendente | 1899    | Nessuno        |      |

### 1935 - 1946: Commonwealth
Il Commonwealth fu inaugurato il 15 novembre 1935 a Manila e si concluse all'indipendenza il 4 luglio 1946.
| N° | Ritratto      | Nome (Nascita-Morte) | Nome (Nascita-Morte)      | Insediamento     | Fine mandato   | Partito              | Mandato | Vicepresidente | Vicepresidente                                  | Note |
| -- | ------------- | -------------------- | ------------------------- | ---------------- | -------------- | -------------------- | ------- | -------------- | ----------------------------------------------- | ---- |
| 2  | Manuel Quezon |                      | Manuel Quezon (1878-1944) | 15 novembre 1935 | 1º agosto 1944 | Partito Nazionalista | 1935    |                | Sergio Osmeña                                   |      |
| 2  | Manuel Quezon | 1941                 | Manuel Quezon (1878-1944) | 15 novembre 1935 | 1º agosto 1944 | Partito Nazionalista |         |                | Sergio Osmeña                                   |      |
| 4  | Sergio Osmeña |                      | Sergio Osmeña (1878-1961) | 1º agosto 1944   | 28 maggio 1946 | Partito Nazionalista | Vacante | Vacante        |                                                 |      |
| 5  | Manuel Roxas  |                      | Manuel Roxas (1892-1948)  | 28 maggio 1946   | 15 aprile 1948 | Partito Liberale     | 1946    |                | Elpidio Quirino 28 maggio 1946 - 17 aprile 1948 |      |

### 1943 - 1945: Seconda Repubblica
La Seconda Repubblica è stata inaugurata il 14 ottobre 1943 a Manila e si è conclusa quando il presidente Jose Paciano Laurel ha sciolto la repubblica il 17 agosto 1945 a Tokyo.
| N° | Ritratto       | Nome (Nascita-Morte) | Nome (Nascita-Morte)            | Insediamento    | Fine mandato   | Partito  | Mandato | Vicepresidente |
| -- | -------------- | -------------------- | ------------------------------- | --------------- | -------------- | -------- | ------- | -------------- |
| 3  | Jose P. Laurel |                      | Jose Paciano Laurel (1891-1959) | 14 ottobre 1943 | 17 agosto 1945 | KALIBAPI | 1943    | Nessuno        |

### 1946 - 1972: Terza Repubblica
La Terza Repubblica è iniziata quando Gli Stati Uniti, il 4 luglio 1946, concessero la sovranità alle Filippine e si concluse la terza Repubblica con l'imposizione della legge marziale dal presidente Ferdinando Marcos il 21 settembre 1972.
| N°                        | Ritratto           | Nome (Nascita-Morte)                         | Nome (Nascita-Morte)           | Insediamento     | Fine mandato     | Partito                       | Mandato | Vicepresidente                                         | Vicepresidente                                      | Note |
| ------------------------- | ------------------ | -------------------------------------------- | ------------------------------ | ---------------- | ---------------- | ----------------------------- | ------- | ------------------------------------------------------ | --------------------------------------------------- | ---- |
| 5                         | Manuel Roxas       |                                              | Manuel Roxas (1892-1948)       | 28 maggio 1946   | 15 aprile 1948   | Partito Liberale              | 1946    |                                                        | Elpidio Quirino 28 maggio 1946 - 17 aprile 1948     |      |
| Vacante 15-17 aprile 1948 |                    |                                              |                                |                  |                  |                               | 1946    |                                                        | Elpidio Quirino 28 maggio 1946 - 17 aprile 1948     |      |
| 6                         | Elpidio Quirino    |                                              | Elpidio Quirino (1890-1956)    | 17 aprile 1948   | 30 dicembre 1953 | Partito Liberale              | 1946    | Vacante 17 aprile 1948 - 30 dicembre 1949              | Vacante 17 aprile 1948 - 30 dicembre 1949           |      |
| 6                         | Elpidio Quirino    | 1949                                         | Elpidio Quirino (1890-1956)    | 17 aprile 1948   | 30 dicembre 1953 | Partito Liberale              |         | Fernando Lopez 30 dicembre 1949 - 30 dicembre 1953     |                                                     |      |
| 7                         | Ramon Magsaysay    |                                              | Ramon Magsaysay (1907-1957)    | 30 dicembre 1953 | 17 marzo 1957    | Partito Nazionalista          | 1953    |                                                        | Carlos P. Garcia                                    |      |
| 8                         | Carlos P. Garcia   |                                              | Carlos P. Garcia (1896-1971)   | 18 marzo 1957    | 30 dicembre 1961 | Partito Nazionalista          | 1953    | Vacante 18 marzo - 30 dicembre 1957                    | Vacante 18 marzo - 30 dicembre 1957                 |      |
| 8                         | Carlos P. Garcia   | 1957                                         | Carlos P. Garcia (1896-1971)   | 18 marzo 1957    | 30 dicembre 1961 | Partito Nazionalista          |         | Diosdado Macapagal 30 dicembre 1957 - 30 dicembre 1961 |                                                     |      |
| 9                         | Diosdado Macapagal |                                              | Diosdado Macapagal (1910-1997) | 30 dicembre 1961 | 30 dicembre 1965 | Partito Liberale              | 1961    |                                                        | Emmanuel Pelaez                                     |      |
| 10                        | Ferdinand Marcos   |                                              | Ferdinand Marcos (1917-1989)   | 30 dicembre 1965 | 25 febbraio 1986 | Partito Nazionalista          | 1965    |                                                        | Fernando Lopez 30 dicembre 1965 - 23 settembre 1972 |      |
| 10                        | Ferdinand Marcos   | 1969                                         | Ferdinand Marcos (1917-1989)   | 30 dicembre 1965 | 25 febbraio 1986 | Partito Nazionalista          |         |                                                        | Fernando Lopez 30 dicembre 1965 - 23 settembre 1972 |      |
| 10                        | Ferdinand Marcos   | Nessuno 23 settembre 1972 - 16 febbraio 1986 | Ferdinand Marcos (1917-1989)   | 30 dicembre 1965 | 25 febbraio 1986 | Partito Nazionalista          |         |                                                        |                                                     |      |
| 10                        | Ferdinand Marcos   |                                              | Ferdinand Marcos (1917-1989)   | 30 dicembre 1965 | 25 febbraio 1986 | Movimento della Nuova Società | 1981    |                                                        |                                                     |      |

### 1972 - 1987: Quarta Repubblica
Il presidente Ferdinand Marcos dichiarò la legge marziale il 21 settembre 1972 in virtù della Proclamazione n. 1081. Ha inaugurato la "Nuova Società" dopo che la nuova costituzione venne ratificata il 17 gennaio 1973. Ha dichiarato la quarta Repubblica il 17 gennaio 1981, dopo la legge marziale è stata abrogata.
| N° | Ritratto         | Nome (Nascita-Morte)                         | Nome (Nascita-Morte)         | Insediamento     | Fine mandato     | Partito                       | Mandato | Vicepresidente | Vicepresidente                                      | Note |
| -- | ---------------- | -------------------------------------------- | ---------------------------- | ---------------- | ---------------- | ----------------------------- | ------- | -------------- | --------------------------------------------------- | ---- |
| 10 | Ferdinand Marcos |                                              | Ferdinand Marcos (1917-1989) | 30 dicembre 1965 | 25 febbraio 1986 | Partito Nazionalista          | 1965    |                | Fernando Lopez 30 dicembre 1965 - 23 settembre 1972 |      |
| 10 | Ferdinand Marcos | 1969                                         | Ferdinand Marcos (1917-1989) | 30 dicembre 1965 | 25 febbraio 1986 | Partito Nazionalista          |         |                | Fernando Lopez 30 dicembre 1965 - 23 settembre 1972 |      |
| 10 | Ferdinand Marcos | Nessuno 23 settembre 1972 - 16 febbraio 1986 | Ferdinand Marcos (1917-1989) | 30 dicembre 1965 | 25 febbraio 1986 | Partito Nazionalista          |         |                |                                                     |      |
| 10 | Ferdinand Marcos |                                              | Ferdinand Marcos (1917-1989) | 30 dicembre 1965 | 25 febbraio 1986 | Movimento della Nuova Società | 1981    |                |                                                     |      |
| 11 | Corazon Aquino   |                                              | Corazon Aquino (1933-2009)   | 25 febbraio 1986 | 30 giugno 1992   | UNIDO                         | 1986    |                | Salvador Laurel                                     |      |

### 1987 - oggi: Quinta Repubblica
Il presidente Corazon Aquino ha inaugurato la quinta Repubblica dopo la ratifica della costituzione attuale. Il plebiscito è accaduto il 2 febbraio 1987.
| N° | Ritratto                | Nome (Nascita-Morte)                                   | Nome (Nascita-Morte)            | Insediamento     | Fine mandato    | Partito          | Mandato | Vicepresidente                       | Vicepresidente                       |
| -- | ----------------------- | ------------------------------------------------------ | ------------------------------- | ---------------- | --------------- | ---------------- | ------- | ------------------------------------ | ------------------------------------ |
| 11 | Corazon Aquino          |                                                        | Corazon Aquino (1933-2009)      | 25 febbraio 1986 | 30 giugno 1992  | UNIDO            | 1986    |                                      | Salvador Laurel                      |
| 12 | Fidel Ramos             |                                                        | Fidel Valdez Ramos (1928-2022)  | 30 giugno 1992   | 30 giugno 1998  | Lakas-NUCD       | 1992    |                                      | Joseph Estrada                       |
| 13 | Joseph Estrada          |                                                        | Joseph Estrada (1937-)          | 30 giugno 1998   | 20 gennaio 2001 | PMP              | 1998    |                                      | Gloria Macapagal Arroyo              |
| 14 | Gloria Macapagal Arroyo |                                                        | Gloria Macapagal Arroyo (1947-) | 20 gennaio 2001  | 30 giugno 2010  | Lakas-NUCD       | 1998    | Vacante 20 gennaio - 7 febbraio 2001 | Vacante 20 gennaio - 7 febbraio 2001 |
| 14 | Gloria Macapagal Arroyo | Teofisto Guingona Jr. 7 febbraio 2001 - 30 giugno 2004 | Gloria Macapagal Arroyo (1947-) | 20 gennaio 2001  | 30 giugno 2010  | Lakas-NUCD       | 1998    |                                      |                                      |
| 14 | Gloria Macapagal Arroyo | Lakas-Kampi-CMD                                        | Gloria Macapagal Arroyo (1947-) | 20 gennaio 2001  | 30 giugno 2010  | 2004             |         | Noli de Castro                       |                                      |
| 15 | Benigno Aquino III      |                                                        | Benigno Aquino III (1960-2021)  | 30 giugno 2010   | 30 giugno 2016  | Partito Liberale | 2010    |                                      | Jejomar Binay                        |
| 16 | Rodrigo Duterte         |                                                        | Rodrigo Duterte (1945-)         | 30 giugno 2016   | 30 giugno 2022  | PDP-Laban        | 2016    |                                      | Leni Robredo                         |
| 17 | Ferdinand Marcos Jr.    |                                                        | Ferdinand Marcos Jr. (1957-)    | 30 giugno 2022   | in carica       | PFP              | 2022    |                                      | Sara Duterte                         |